# Anthidium septemspinosum
Die Siebendornige Wollbiene (Anthidium septemspinosum), auch Auen-Wollbiene genannt, ist eine Wollbiene aus der Familie der Bauchsammlerbienen (Megachilidae). Sie ist in Deutschland sehr selten.

## Etymologie
Der wissenschaftliche Artname von lateinisch septem „sieben“  und spinosum „stachelig“ bezieht sich auf die sieben Dornfortsätze am Hinterleibsende der Männchen. Darauf bezieht sich auch der deutsche Name der Art.

## Merkmale
Die Art ähnelt der häufigeren Garten-Wollbiene (Anthidium manicatum), lässt sich von dieser u. a. an ihren schwarzen Beinen unterscheiden (diese sind bei der Garten-Wollbiene gelb).

## Verbreitung
Die Art ist transpaläarktisch verbreitet, in Deutschland jedoch sehr selten. Nachweise der Art reichen von der Iberischen Halbinsel über Mittel- und Osteuropa, Sibirien und China bis nach Japan. Auf den Mittelmeerinseln kommt sie jedoch nicht vor. Bekannte Vorkommen in Deutschland liegen in Baden-Württemberg und Rheinland-Pfalz.

## Phänologie
Die Wildbiene kommt mit einer Generation von Ende Juni bis Ende August vor (univoltin).

## Lebensraum
Die Art kommt an Lichtungen mit Feuchtwiesen vor, etwa an der Oberrheinaue. Voraussetzungen sind ein reiches Blütenangebot und trockene Erhebungen oder Dämme, die als Nistplätze dienen können.

## Pollenquellen
Weibchen der Siebendornigen Wollbiene wurde pollensammelnd polylektisch auf Korbblütlern (Asteraceae), Dickblattgewächsen (Crassulaceae), Schmetterlingsblütlern (Fabaceae), Weiderichgewächsen (Lythraceae), Sommerwurzgewächsen (Orobanchaceae) und Rosengewächsen (Rosaceae) sowie auf einigen Lippenblütlern (Lamiaceae) beobachtet.

## Parasiten
Erzwespen der Gattung Monodontomerus sind als Nestparasiten dieser Wildbienenart bekannt.